# Philaeus superciliosus
Philaeus superciliosus är en spindelart som beskrevs av Philipp Bertkau 1883. 
Philaeus superciliosus ingår i släktet Philaeus och familjen hoppspindlar. Inga underarter finns listade i Catalogue of Life.